# 丁章胡同
39°55′22″N 116°21′52″E / 39.9228163°N 116.3643718°E
丁章胡同，是位于中國北京市西城区中部的一条胡同。现已拓宽为道路。

## 简介
丁章胡同为东西走向，东到太平桥大街，与羊肉胡同相接，西到锦什坊街，与民康胡同相接。明朝称丁儿张胡同。清朝演变称为丁章胡同，又称汀漳胡同、兜章胡同。2000年代，丁章胡同拓宽为道路，两侧原有建筑被全部拆除，胡同南侧兴建恒奥中心，胡同北侧新建仿古四合院。